# إيو جيما
جزيرة إيو جيما 硫黄島 كبرى جزر البركان اليابانية التي تشكل الحد الجنوبي لجزر أوغاساوارا.تتبع إداريا لطوكيو والبعد بينهما 1200 كم . مساحتها 23.16 كم² وارتفاعها 169 متر. إلى جوارها جزيرتان صغيرتان هن إيو جيما الشمالية وإيو جيما الجنوبية,وتلك الجزر هي جزر البركان اليابانية . كانت الجزيرة محط الانظار في عام 1945 حيث دارت رحى معركة إيو جيما ضمن الحرب العالمية الثانية بين أمريكا[ ؟ ] وامبراطورية اليابان حينما التقطت صورة للجنود الأمريكان وهم يركزون رايتهم على إيو جيما في صورة سوقت لرفع معنويات الجنود الأمريكان بعد الهزيمة في بيرل هاربر. سقطت على إثر تلك المعركة إيو جيما تحت الاحتلال الأمريكي، وظلت على هذه الحال حتى 1968 حين انسحبت أمريكا وردت الجزيرة لليابان . لا تزال الجزيرة تضم قاعدة جوية خاضعة لقوات الدفاع الذاتي اليابانية.

## المناخ
يظهر الجدول التالي التغييرات المناخية على مدار السنة لإيو جيما:
| البيانات المناخية لـإيو جيما      | البيانات المناخية لـإيو جيما | البيانات المناخية لـإيو جيما | البيانات المناخية لـإيو جيما | البيانات المناخية لـإيو جيما | البيانات المناخية لـإيو جيما | البيانات المناخية لـإيو جيما | البيانات المناخية لـإيو جيما | البيانات المناخية لـإيو جيما | البيانات المناخية لـإيو جيما | البيانات المناخية لـإيو جيما | البيانات المناخية لـإيو جيما | البيانات المناخية لـإيو جيما | البيانات المناخية لـإيو جيما |
| الشهر                             | يناير                        | فبراير                       | مارس                         | أبريل                        | مايو                         | يونيو                        | يوليو                        | أغسطس                        | سبتمبر                       | أكتوبر                       | نوفمبر                       | ديسمبر                       | المعدل السنوي                |
| --------------------------------- | ---------------------------- | ---------------------------- | ---------------------------- | ---------------------------- | ---------------------------- | ---------------------------- | ---------------------------- | ---------------------------- | ---------------------------- | ---------------------------- | ---------------------------- | ---------------------------- | ---------------------------- |
| متوسط درجة الحرارة الكبرى °م (°ف) | 22 (71)                      | 22 (71)                      | 23 (73)                      | 26 (78)                      | 28 (82)                      | 29 (85)                      | 30 (86)                      | 30 (86)                      | 30 (86)                      | 29 (84)                      | 27 (80)                      | 24 (75)                      | 27 (80)                      |
| متوسط درجة الحرارة الصغرى °م (°ف) | 17 (63)                      | 17 (63)                      | 18 (65)                      | 21 (69)                      | 23 (74)                      | 25 (77)                      | 26 (78)                      | 26 (78)                      | 26 (78)                      | 24 (76)                      | 23 (73)                      | 19 (67)                      | 22 (72)                      |
| الهطول مم (إنش)                   | 7.6 (0.3)                    | 7.6 (0.3)                    | 46 (1.8)                     | 110 (4.2)                    | 110 (4.4)                    | 99 (3.9)                     | 180 (7.1)                    | 170 (6.6)                    | 110 (4.4)                    | 170 (6.6)                    | 120 (4.9)                    | 110 (4.5)                    | 1٬380 (54.4)                 |
| [بحاجة لمصدر]                     |                              |                              |                              |                              |                              |                              |                              |                              |                              |                              |                              |                              |                              |

## معرض صور

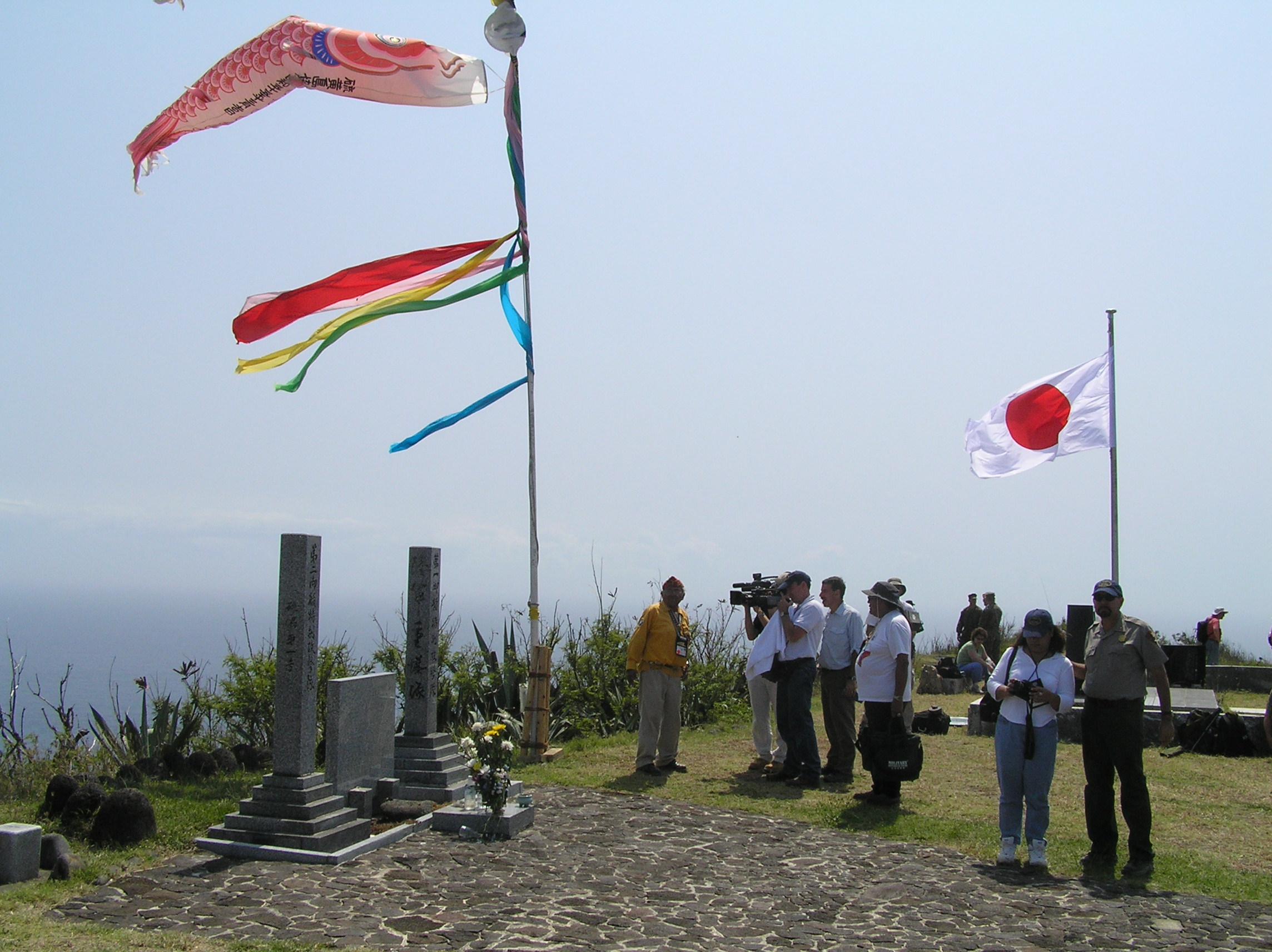
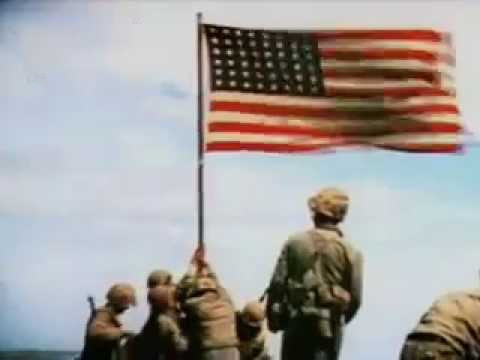
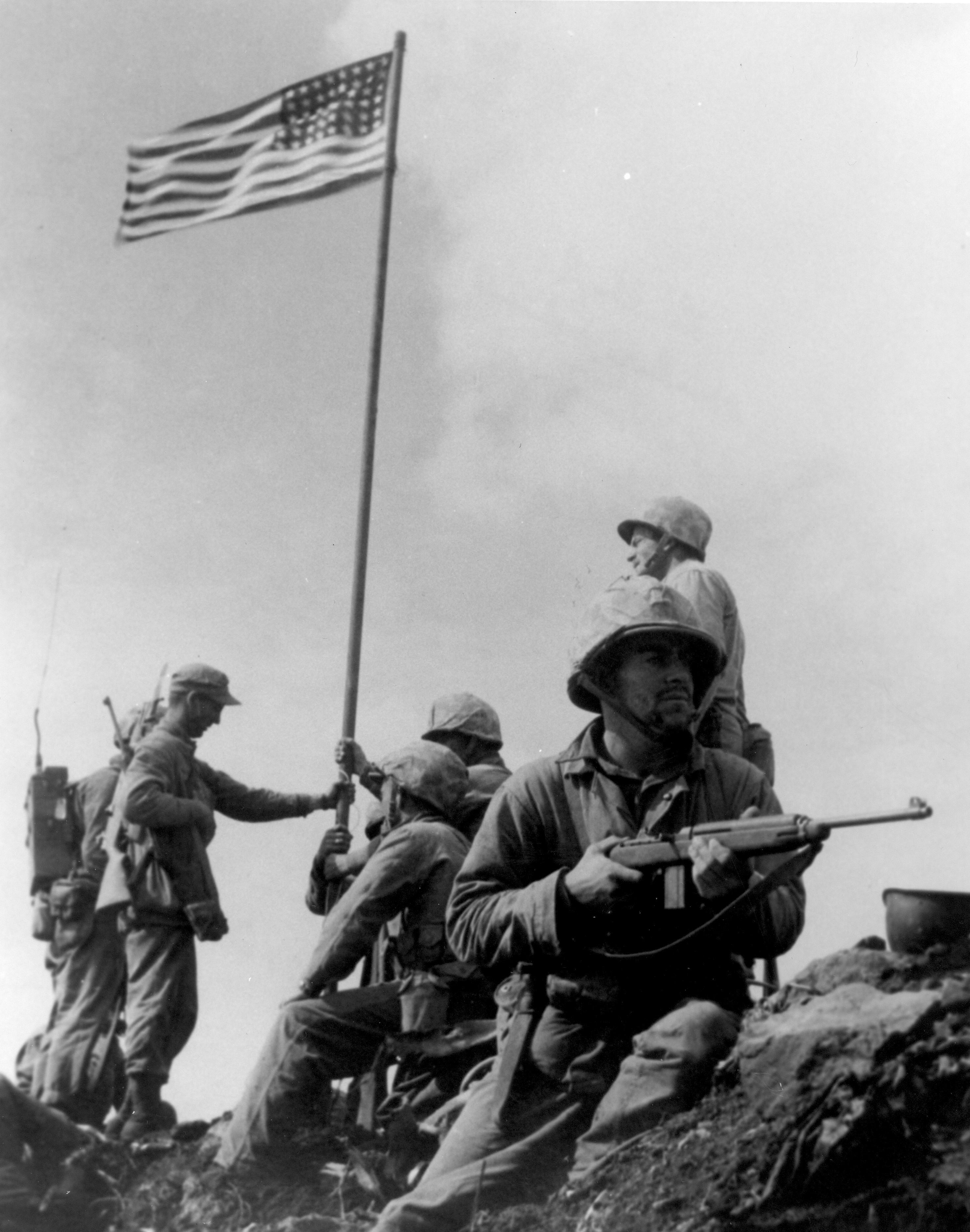

## وصلات خارجية
- Ioto or Iwo Jima at the Global Volcanism Program
- Google Earth view of Iwo Jima